# Heinz Blischke
Heinz Blischke (1 de Setembro de 1919 - 6 de Março de 1944) foi um comandante de U-Boot que serviu na Kriegsmarine durante a Segunda Guerra Mundial.

## Carreira

### Patentes
| 1 de outubro de 1938  | Offiziersanwärter    |
| 1 de julho de 1939    | Seekadett            |
| 1 de dezembro de 1939 | Fähnrich zur See     |
| 1 de agosto de 1940   | Oberfähnrich zur See |
| 1 de abril de 1941    | Leutnant zur See     |
| 1 de abril de 1943    | Oberleutnant zur See |

### Condecorações
| Cruz de Ferro 2ª classe     | 7 de outubro de 1942   |
| Distintivo de guerra U-Boot | 23 de novembro de 1942 |
| Cruz de Ferro 1ª Classe     | janeiro de 1944        |

### Patrulhas
|       | U-Boot | Partida                 | Partida | Chegada               | Chegada  | Dias    | Toneladas |
| ----- | ------ | ----------------------- | ------- | --------------------- | -------- | ------- | --------- |
| 1     | U-744  | 2 de dezembro de 1943   | Kiel    | 15 de janeiro de 1944 | Brest    | 45 dias | 7,359     |
| 2     | U-744  | 24 de fevereiro de 1944 | Brest   | 6 de março de 1944    | Afundado | 12 dias | 3,250     |
| Total | Total  | Total                   | Total   | Total                 | Total    | 57 dias | 10 609 t  |

### Navios afundados
| Data                 | U-Boot | Nome da Embarcação       | Toneladas | Nacionalidade |        |
| -------------------- | ------ | ------------------------ | --------- | ------------- | ------ |
| 3 de janeiro de 1944 | U-744  | Empire Housman           | 7,359     | britânico     | ON-217 |
| 2 de março de 1944   | U-744  | HMS LST-324 (danificado) | 1,625     | britânico     | MKS-40 |
| 2 de março de 1944   | U-744  | HMS LST-362              | 1,625     | britânico     | MKS-40 |
| Total                | Total  | Total                    | 10 609    |               |        |

## Operações conjuntas de ataque
Durante o comando do U-744, participou das seguintes operações de ataque combinado:
- Rudeltaktik Coronel 1 (15 de dezembro de 1943 - 17 de dezembro de 1943)[1]
- Rudeltaktik Sylt (18 de dezembro de 1943 - 23 de dezembro de 1943)[1]
- Rudeltaktik Rügen 2 (23 de dezembro de 1943 - 28 de dezembro de 1943)[1]
- Rudeltaktik Rügen 1 (28 de dezembro de 1943 - 3 de janeiro de 1944)[1]
- Rudeltaktik Preussen (26 de fevereiro de 1944 - 6 de março de 1944)[1]